# Йыэпера (Вырумаа)
Йы́эпера (эст. Jõepera), на местном диалекте Йы́эперя (эст. Jõeperä)  — деревня в волости Антсла уезда Вырумаа, Эстония. 

## География и описание
Расположена в верхнем течении реки Мустйыги, 9 км к югу от волостного центра — города Антсла, и в 27 км к юго-западу от уездного центра — города Выру. Высота над уровнем моря — 79 метров. Через деревню проходит дорога Пуурина—Люллемяэ—Литсметса. На территории деревни находится озеро Пормейстри (эст. Pormeistri), относящееся к национальному парку Карула. 
Климат умеренный. Официальный язык — эстонский. Почтовый индекс — 66425.

## Население
По данным переписи населения 2021 года, в Йыэпера насчитывалось 29 жителей, все — эстонцы.
По данным переписи населения 2011 года, в деревне проживали 35 человек, все — эстонцы.
Численность населения деревни Йыэпера по данным переписей населения:
| Год  | 1959 | 1970 | 1979 | 1989 | 2000 | 2011 | 2021 |
| ---- | ---- | ---- | ---- | ---- | ---- | ---- | ---- |
| Чел. | 124  | ↘ 84 | ↘ 63 | ↘ 47 | ↘ 38 | ↘ 35 | ↘ 29 |

## История
В письменных источниках 1419 года упоминается Jegenpere, 1627 года — Jeper Kuella, 1638 год]а — Jeberkyllo, 1811 года — Joepere. 
Старинная деревня, исторически входившая в вакк Юлемытса (эст. Ülemõtsa, в 1386 году упоминается как Yldemittze) мызы Альт-Анзен (нем. Schloß Alt-Anzen, Вана-Антсла, эст. Vana-Antsla mõis), хотя ревизия 1638 года упоминает также её принадлежность к Тсоору. Северная часть деревни известна под названием Андси (эст. Andsi). 

Советский памятник на братской могиле павших во II мировой войне. Йыэпера, 2012 год. Демонтирован в 2022 году

В советское время на находящейся на территории деревни братской могиле воинов, павших во Второй мировой войне (здесь захоронены останки погибших в 1941—1945 годах советских солдат, исторический памятник истории с 1997 до 2023 года), был установлен памятник с надписью «Вечная слава героям, павшим за свободу и независимость Родины 1941—1945». Рабочая группа по советским памятникам при Госканцелярии Эстонии в своём протоколе от 30 ноября 2022 года признала этот памятник «красным монументом», т. е. подлежащим демонтажу и замене на нейтральный с надписью «Жертвы Второй мировой войны». Памятник был демонтирован в конце 2022 года  (см. Список советских военных памятников Эстонии).

## Комментарии
1. ↑  Эстонские топонимы, оканчивающиеся на -а, не склоняются и не имеют женского рода (исключение — Нарва)[8].